# Ménival (Lyon)
Ménival est un quartier du 5e arrondissement de Lyon, en France.

## Historique
Le quartier est composé en majorité de résidences d'habitation construites progressivement à partir de la fin des années 1950, et il est délimité plus ou moins par l'avenue de Ménival, la rue Joliot-Curie (partie centrale) et l'avenue du Général-Dwight-Eisenhower (partie basse).
Une des premières résidences construite dans le quartier, et encore souvent appelée « Résidence de Ménival », est celle dont l'entrée se trouve au n°10 de la rue du même nom. Elle se compose de onze barres d'habitations, soit 3 800 habitants environ, et a été construite à la fin des années 1950, sur le domaine de Ménival dont le petit château était la résidence d'été des archevêques de Lyon sous l'ancien régime.